# Грабський Сергій Маратович
Сергі́й Мара́тович Гра́бський (нар. 14 червня 1966 року, Тернопіль) — військовий коментатор, полковник запасу ЗСУ, громадський діяч.

## Біографія
У 1998—1999 роках Грабський працював у складі верифікаційної місії ОБСЄ в Косові, забезпечував життєдіяльність та супроводження конвоїв місії у Косові.
У березні 2009 року, в складі тренувальної місії НАТО відбув до Іраку. Місія займалась підготовкою та навчанням силових структур Іраку. За службу в Іраку першим серед громадян України отримав медаль НАТО «За особливі заслуги». Згодом брав участь у підготуванні миротворчих контингентів ЗСУ.
Пізніше в Україні брав участь у ліквідації наслідків повеней.
З 2011 року діяльно бере участь у громадському житті. Співзасновник всеукраїнської ГО «Союз учасників миротворчих операцій».
Під час подій Революції Гідності на Майдані працював у складі медичних патрулів.